# Blaze (roman)
Pour les articles homonymes, voir Blaze.
Blaze (titre original : Blaze) est un roman policier de Stephen King, écrit sous le nom de plume de Richard Bachman et publié en 2007. 

## Résumé
Clayton Blaisdell, surnommé Blaze, et George Rackley, deux petits truands, ont mis au point l'enlèvement du bébé Gerard, dont les parents sont millionnaires, afin d'en tirer une forte rançon. Mais le cerveau du duo, George, est mort lors d'un règlement de comptes entre malfrats, laissant Blaze, un colosse légèrement retardé, mettre le plan à exécution tout seul. Tout au long du roman, les chapitres alternent entre le présent et le passé de Blaze : comment il est tombé dans le coma en raison des violences infligées par son père et s'est réveillé handicapé mentalement, son enfance et adolescence dans un orphelinat du Maine, comment il s'est fait entraîner dans une vie criminelle malgré son doux caractère et sa rencontre avec George.
Entendant toujours dans sa tête les conseils de son ami disparu, Blaze parvient à enlever l'enfant mais il ne tarde pas à commettre plusieurs erreurs qui mettent la police sur sa piste. Blaze, qui s'est attaché à l'enfant, se réfugie en pleine tempête de neige dans l'orphelinat désormais abandonné où il a passé une bonne partie de son enfance. La police encercle le bâtiment avant de l'investir et Blaze se réfugie dans une grotte avec le bébé, tuant deux policiers avant d'être à son tour abattu.

## Genèse
Stephen King a annoncé en 2006 sur son site web avoir « retrouvé » ce texte de Richard Bachman dans un grenier. En fait ce roman, hommage littéraire à Des souris et des hommes, a été écrit en 1973 et Stephen King l'avait proposé à son éditeur Doubleday en même temps que Salem. Ce dernier avait été retenu pour être son deuxième roman publié et Blaze est devenu un « roman perdu ». En 2006, l'auteur a décidé de remanier le manuscrit en retirant ce qui pouvait être perçu comme trop sentimental dans les cent premières pages ainsi que les références temporelles de l'époque. Tous les droits d'auteur de ce roman sont reversés à la Haven Foundation, association que King a contribué à créer et dont le but est d'aider financièrement les artistes indépendants victimes de graves accidents ou maladies.

## Accueil
Le roman est resté cinq semaines, avec un meilleur classement à la deuxième place, sur la New York Times Best Seller list, y apparaissant le 1er juillet 2007.